# Bamyan
Bāmiyān (tiếng Ba Tư: بامیان) là một thị xã ở miền trung Afghanistan, thủ phủ của tỉnh Bamiyan. Dân số khoảng 61.863 người và cách thủ đô Kabul khoảng 240 km về phía tây bắc. Bamiyan là thị xã lớn nhất ở Hazarajat. Nó nổi tiếng nhờ phần phố cổ, nơi có các bức tượng Phật khổng lồ đã được chạm khắc vào núi đá gần 1000 năm trước đây.
Thị xã này nằm trên con đường tơ lụa cổ và thị xã này đã là giao lộ của Đông và Tây, nơi mà các giao dịch thương mại của Trung Quốc và Trung Đông được chuyển qua. Những người Huna đã chọn nơi này làm kinh đô vào thế kỷ thứ 5. Nhờ các bức tượng Phật khắc trong đá, thị xã này là một trong những nơi được nhiều người đến thăm nhất ở Afghanistan.

## Tên gọi
Cái tên "Bamiyan" có nguồn gốc từ tiếng Ba Tư trung đại Bamikan.

## Khí hậu
| Dữ liệu khí hậu của Bamyan              | Dữ liệu khí hậu của Bamyan | Dữ liệu khí hậu của Bamyan | Dữ liệu khí hậu của Bamyan | Dữ liệu khí hậu của Bamyan | Dữ liệu khí hậu của Bamyan | Dữ liệu khí hậu của Bamyan | Dữ liệu khí hậu của Bamyan | Dữ liệu khí hậu của Bamyan | Dữ liệu khí hậu của Bamyan | Dữ liệu khí hậu của Bamyan | Dữ liệu khí hậu của Bamyan | Dữ liệu khí hậu của Bamyan | Dữ liệu khí hậu của Bamyan |
| Tháng                                   | 1                          | 2                          | 3                          | 4                          | 5                          | 6                          | 7                          | 8                          | 9                          | 10                         | 11                         | 12                         | Năm                        |
| --------------------------------------- | -------------------------- | -------------------------- | -------------------------- | -------------------------- | -------------------------- | -------------------------- | -------------------------- | -------------------------- | -------------------------- | -------------------------- | -------------------------- | -------------------------- | -------------------------- |
| Cao kỉ lục °C (°F)                      | 12.0 (53.6)                | 12.5 (54.5)                | 20.6 (69.1)                | 28.7 (83.7)                | 29.4 (84.9)                | 31.2 (88.2)                | 33.2 (91.8)                | 32.2 (90.0)                | 31.4 (88.5)                | 26.2 (79.2)                | 20.6 (69.1)                | 13.0 (55.4)                | 33.2 (91.8)                |
| Trung bình ngày tối đa °C (°F)          | 1.0 (33.8)                 | 2.0 (35.6)                 | 7.9 (46.2)                 | 15.6 (60.1)                | 19.9 (67.8)                | 24.1 (75.4)                | 26.3 (79.3)                | 26.1 (79.0)                | 22.9 (73.2)                | 17.4 (63.3)                | 11.0 (51.8)                | 5.1 (41.2)                 | 14.9 (58.9)                |
| Trung bình ngày °C (°F)                 | −6.4 (20.5)                | −4.8 (23.4)                | 1.4 (34.5)                 | 8.6 (47.5)                 | 12.4 (54.3)                | 16.3 (61.3)                | 18.4 (65.1)                | 17.4 (63.3)                | 12.8 (55.0)                | 7.8 (46.0)                 | 1.6 (34.9)                 | −2.8 (27.0)                | 6.9 (44.4)                 |
| Tối thiểu trung bình ngày °C (°F)       | −10.1 (13.8)               | −6.1 (21.0)                | −3.8 (25.2)                | 2.9 (37.2)                 | 5.7 (42.3)                 | 8.5 (47.3)                 | 10.0 (50.0)                | 8.8 (47.8)                 | 4.2 (39.6)                 | 0.0 (32.0)                 | −4.9 (23.2)                | −8.6 (16.5)                | 0.5 (33.0)                 |
| Thấp kỉ lục °C (°F)                     | −30.5 (−22.9)              | −28.4 (−19.1)              | −21.2 (−6.2)               | −6.5 (20.3)                | −2.5 (27.5)                | 0.6 (33.1)                 | 5.4 (41.7)                 | 3.0 (37.4)                 | −2.6 (27.3)                | −7.9 (17.8)                | −14.5 (5.9)                | −25 (−13)                  | −30.5 (−22.9)              |
| Lượng Giáng thủy trung bình mm (inches) | 8.3 (0.33)                 | 15.7 (0.62)                | 27.4 (1.08)                | 29.8 (1.17)                | 26.0 (1.02)                | 5.7 (0.22)                 | 1.0 (0.04)                 | 0.0 (0.0)                  | 3.1 (0.12)                 | 4.2 (0.17)                 | 7.5 (0.30)                 | 4.3 (0.17)                 | 133 (5.24)                 |
| Số ngày mưa trung bình                  | 0                          | 0                          | 2                          | 7                          | 6                          | 1                          | 1                          | 0                          | 0                          | 2                          | 2                          | 0                          | 21                         |
| Số ngày tuyết rơi trung bình            | 5                          | 7                          | 6                          | 2                          | 0                          | 0                          | 0                          | 0                          | 0                          | 0                          | 1                          | 3                          | 24                         |
| Độ ẩm tương đối trung bình (%)          | 43                         | 54                         | 52                         | 52                         | 52                         | 46                         | 45                         | 45                         | 43                         | 44                         | 48                         | 52                         | 48                         |
| Số giờ nắng trung bình tháng            | 196.7                      | 174.6                      | 210.7                      | 239.4                      | —                          | 356.9                      | 372.9                      | 357.8                      | 325.3                      | 276.7                      | 245.5                      | 198.0                      | —                          |
| Nguồn 1: Đài thiên văn Hồng Kông        |                            |                            |                            |                            |                            |                            |                            |                            |                            |                            |                            |                            |                            |
| Nguồn 2: NOAA (1960–1983)               |                            |                            |                            |                            |                            |                            |                            |                            |                            |                            |                            |                            |                            |

## Thành phố kết nghĩa
- Gering, Nebraska, Hoa Kỳ[4]
- Langley, British Columbia, Canada
- Porirua, New Zealand[5]